# 四日市西郵便局
四日市西郵便局（よっかいちにしゆうびんきょく）は、三重県四日市市にある郵便局。民営化前の分類では集配普通郵便局であった。

## 概要
住所：〒512-8799 三重県四日市市智積町6227

### 分室
分室はなし。過去に存在した分室は以下のとおり。
- 貯金保険分室 - 1949年（昭和24年）に廃止。

## 沿革
- 1874年（明治7年）2月20日 - 東富田（ひがしとみだ）郵便取扱所として開設[1]。
- 1875年（明治8年）1月1日 - 東富田郵便局（五等）となる。
- 1885年（明治18年）6月20日 - 貯金取扱を開始。
- 1891年（明治24年）2月1日 - 為替取扱を開始。
- 1897年（明治30年）2月16日 - 富田（とみだ）郵便局に改称。
- 1949年（昭和24年）9月1日 - 貯金保険分室を廃止[2]。
- 1956年（昭和31年）9月21日 - 電話通話および和文電報受付事務の取扱を開始。
- 1981年（昭和56年）11月2日 - 四日市市富田二丁目から、同市松原町に局舎を新築、移転するとともに、四日市北郵便局に改称。
- 1998年（平成10年）8月24日 - 四日市市松原町から、同市智積町に局舎を新築、移転するとともに、四日市西郵便局に改称。取扱局番号を22020から22383へ変更。小山田郵便局（〒510-1199→〒512-1111）[3]、鈴峰郵便局（〒519-0399、現在は〒519-0323）、菰野郵便局（〒510-1299）、朝明郵便局（〒510-1399）から四日市市内の集配業務を移管。四日市郵便局（〒510-8799）と受持区域の一部入れ替えを実施。なお同日、旧局舎を使用して、四日市松原郵便局（〒510-8015、取扱局番号：22384）を設置。
- 1999年（平成11年） - 外国通貨の両替および旅行小切手の売買に関する業務取扱を開始。
- 2006年（平成18年）10月1日 - 菰野郵便局（〒510-1299→〒510-1233）、朝明郵便局（〒510-1399→〒510-1324）から集配業務を移管[4]。
- 2007年（平成19年）10月1日 - 民営化に伴い、併設された郵便事業四日市西支店に一部業務を移管。
- 2012年（平成24年）10月1日 - 日本郵便株式会社発足に伴い、郵便事業四日市西支店を四日市西郵便局に統合。
- 2016年（平成28年）3月12日 - 桑名、東員、白子、鈴鹿、亀山、松阪、大台、尾鷲、熊野、伊勢、鳥羽、上野、名張の各郵便局管轄地域の郵便ポストから取集された郵便物に対する消印押印業務を移管される。[5]

## 取扱内容
- 郵便、印紙、ゆうパック、内容証明
- 貯金、為替、振替、振込、国際送金、外貨両替、国債、投資信託
- 生命保険、バイク自賠責保険、自動車保険、がん保険、引受条件緩和型医療保険、変額年金保険
- ゆうちょ銀行ATM
- 郵便番号の上2桁が「51」の地域（三重県内の各市町村（桑名郡木曽岬町の全域[6]、熊野市の一部地域[7]を除く））あての郵便物を配達局ごとに区分する業務（地域区分局）
- 桑名、東員、白子、鈴鹿、亀山、松阪、大台、尾鷲、熊野、伊勢、鳥羽、上野、名張の各郵便局管轄地域の郵便ポストから取集された郵便物の消印押印業務。尚、津中央および四日市の各局管轄地域で取集められた郵便物については消印押印を行わない。
- 「512-03xx」「512-09xx」「512-11xx」「512-12xx」「512-13xx」「512-80xx」区域（四日市市の西部地域）、「510-12xx」「510-13xx」区域（三重郡菰野町の全域）の集配業務
- ゆうゆう窓口

## 周辺
- 三重県立四日市西高等学校
- 三重県立四日市中央工業高等学校
- イオン菰野ショッピングセンター

## アクセス
- 近鉄湯の山線 桜駅から徒歩約10分
- 三重交通バス 四日市インター停留所下車
- 東名阪自動車道 四日市ICから国道477号を西へすぐ
- 駐車場あり：21台